# Dornberg (Bielefeld)
Dornberg è uno dei 10 distretti urbani della città tedesca di Bielefeld.